# Адріан де Вріс
Адріан де Вріс (нід. Adriaen de Vries; 1545, Гаага — 15 грудня 1626, Прага) — нідерландський скульптор, представник пізнього маньєризму і раннього бароко зламу 16-17 століть.

## Життєписи
Народився в місті Гаага, мав шляхетне походження. Художню освіту почав опановувати в рідному місті. Хто був першим вчителем — не відомо. За попередніми припущеннями ним міг бути нідерландський скульптор Віллем Даніелс ван Тетроде. Останній створив подорож до Італії, відомий там під ім'ям Гульельмо Фьямінго, він був учнем Бенвенуто Челліні, але повернувся на батьківщину. Мав відношення до мистецтва і його брат Саймон Адріанс Роттермонт, що був ювеліром. Вони спілкувались і Адріан, можливо, користувався його порадами.

## Італійський період
1581 роком датовані записи про його перебування в місті Флоренція, Адріан працював в майстерні Джованні да Болонья, що теж мав «північне походження». До перших творів митця в Італії відносять бронзові скульптури трьох алегоричних фігур та путті, які зберігаються в місті Генуя. Вже в Італії Адріан де Вріс уславився як фахівець-ливарник. Його викликали в Мілан, де він співпрацював в майстерні скульптора Леоне Леоні і допомагав тому в створенні великих за розмірами фігур святих для вівтаря собору Сан Лоренсо в Ескоріалі.
Адріан де Вріс виробився в Італії у віртуозного скульптора і фахівця-ливарника, що експериментував з засобами обробки металів і створенням захисної патини. А праця для короля Іспанії підвищила авторитет чужинця в Італії і обумовила його кар'єру надвірного скульптора при особі Карла Еммануїла I, герцога Савойського в місті Турин (Карл Эммануїл I був зятем іспанського короля Філіпа ІІ.) В період 1589–1594 років він вперше покинув Італію заради столичної Праги, де робив погруддя та рельєфи по замовам австрійського імператора Рудольфа ІІ. 1594 року він відбув з Праги — у Рим. В папській столиці перебував близько двох років. 1596 року перебрався в багатий Аугсбург, де виконав в бронзі два фонтани — «Геркуес» та «Меркурій», котрі прикрашають місто донині.

## Другий празький період
З 1601 року починається його другий празький період при дворі імператора Рудольфа ІІ. Для старого і хворого імператора він працюватиме до смерті останнього у 1612 році. Літній на той час Адріан де Вріс не покине Прагу й надалі.
Серед останніх творів майстра в Празі — велика серія садово-паркових скульптур для саду бароко Валдштейнського палацу. Скульптор помер в Празі.

## Джерела

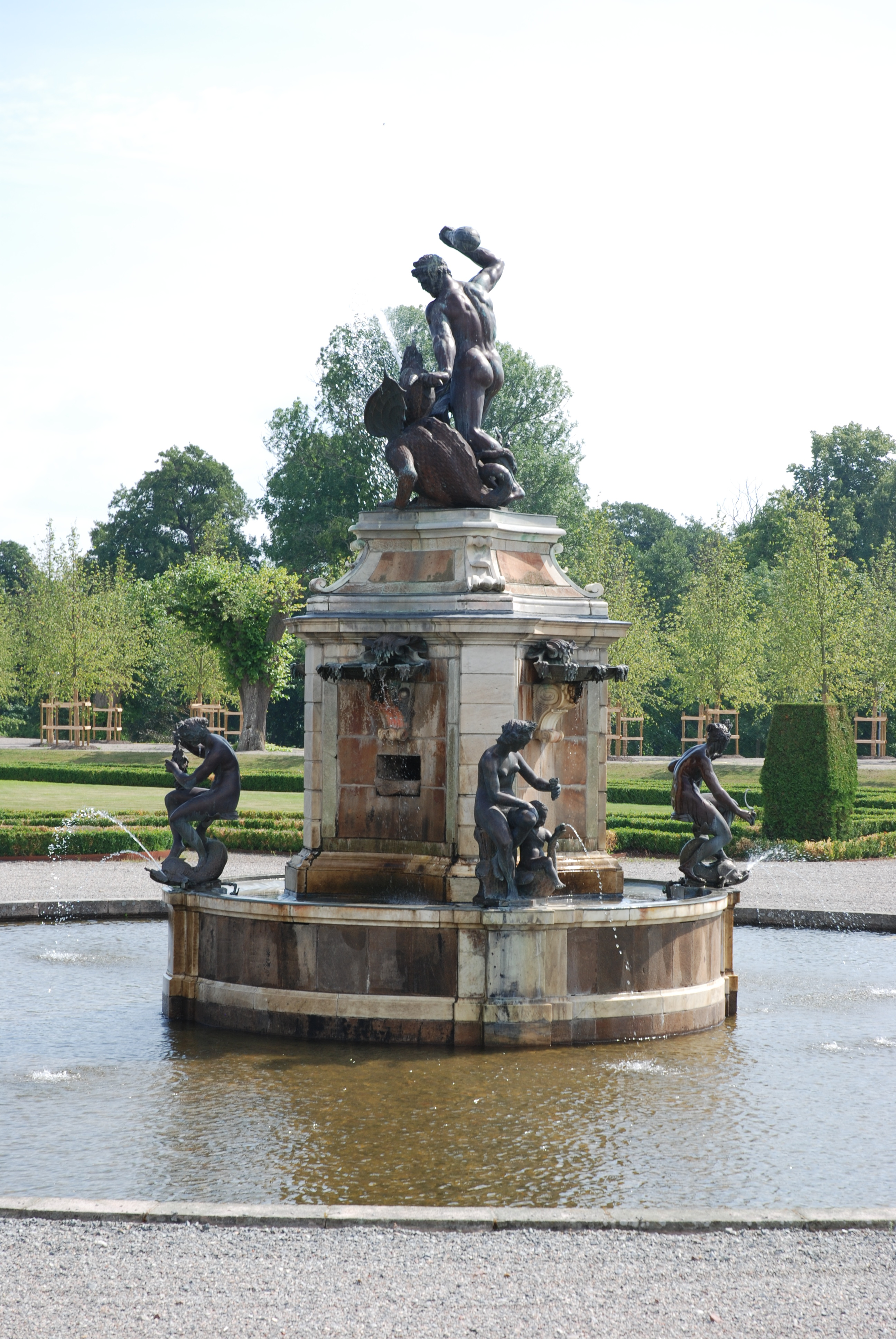
Фонтан «Геркулес».

## Галерея

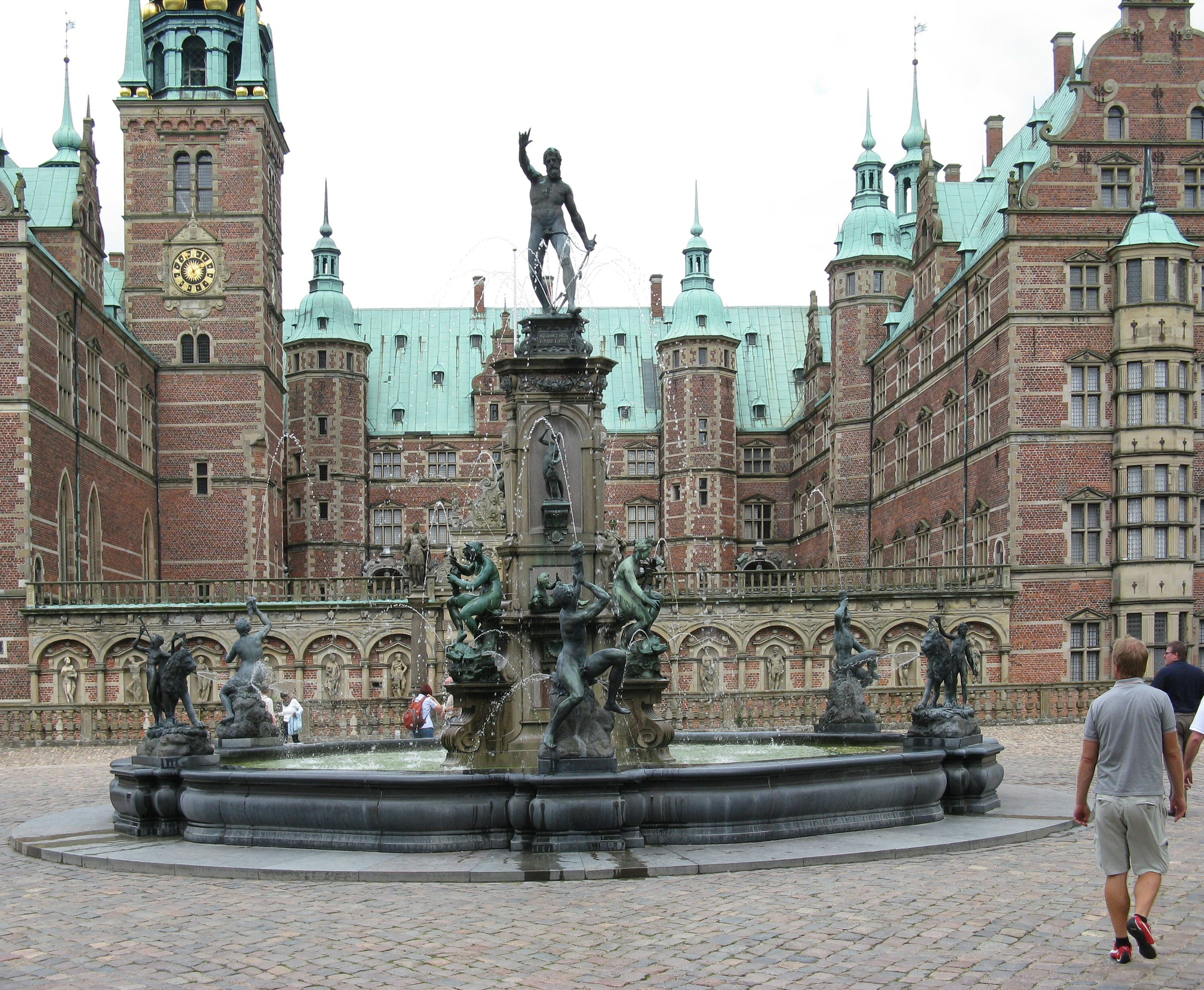
Замок Фредеріксборг і фонтан «Нептун» роботи Адріана де Вріса

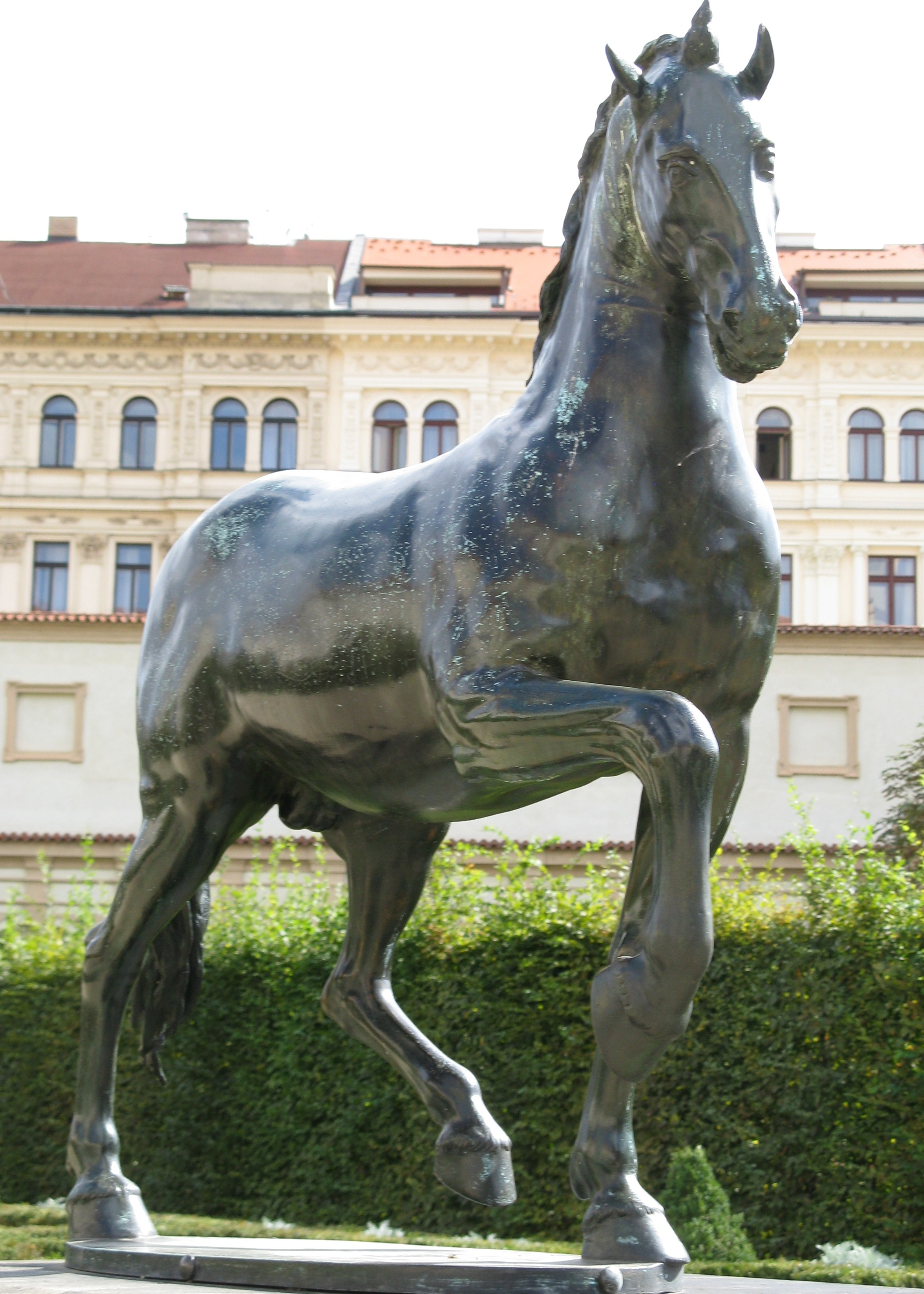
«Кінь»
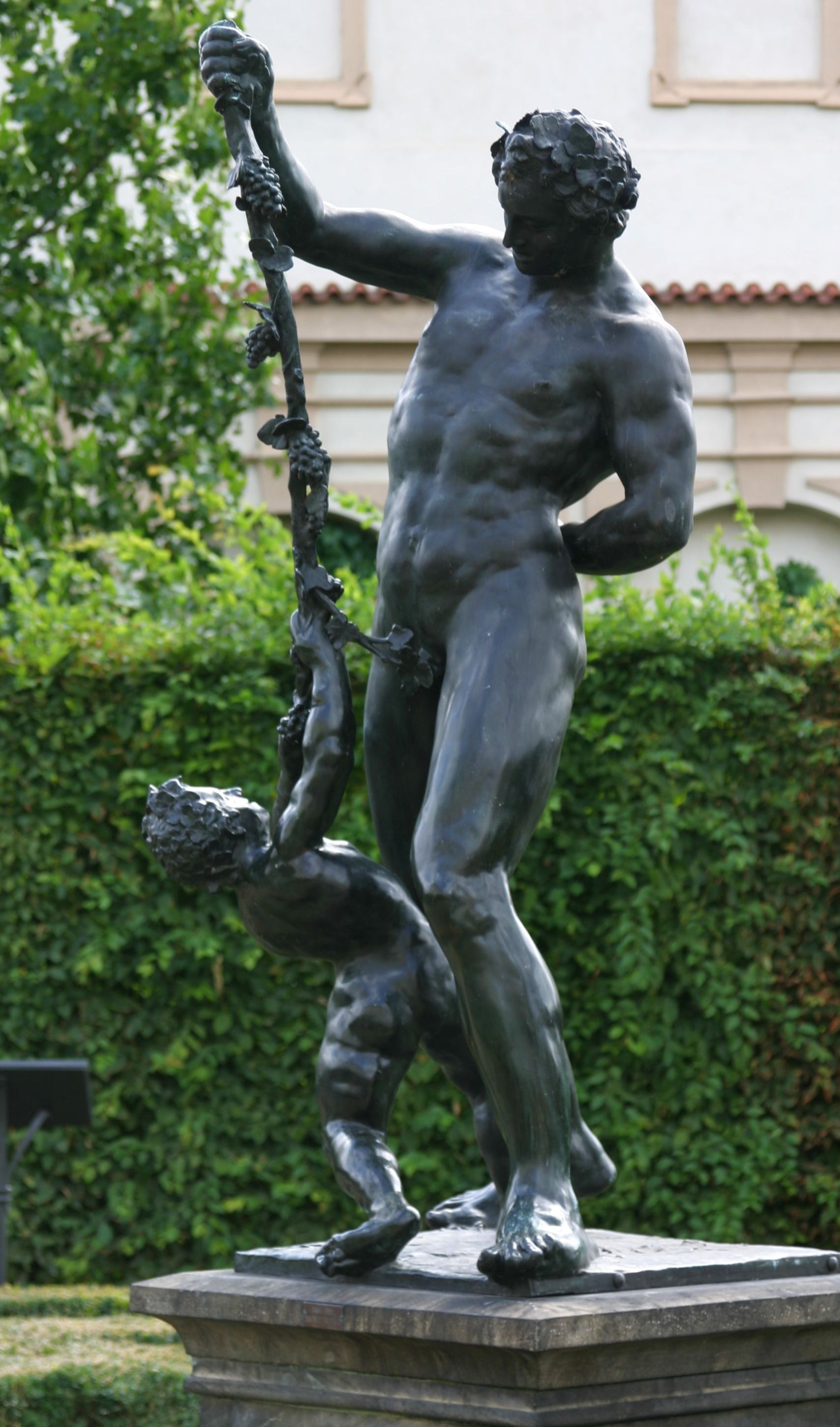
«Вакх»
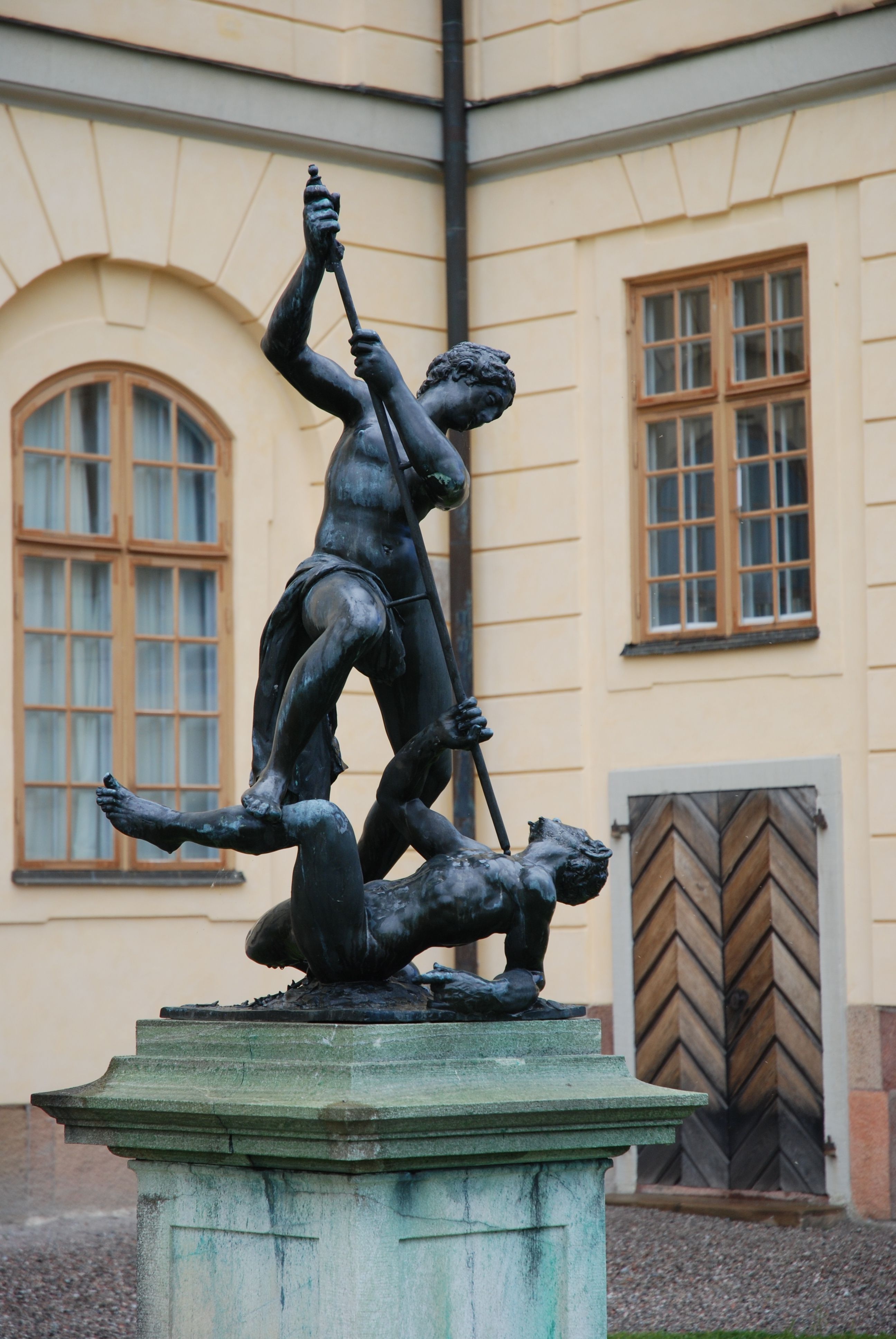
Алегорія «Покарання вад»
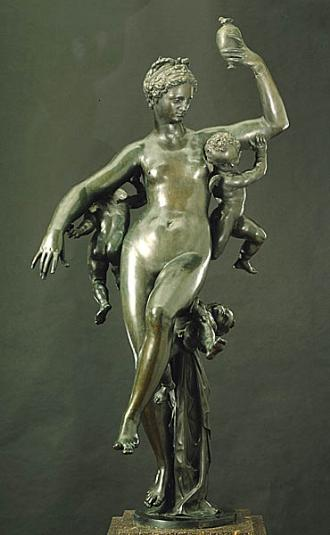
«Психея і амури»
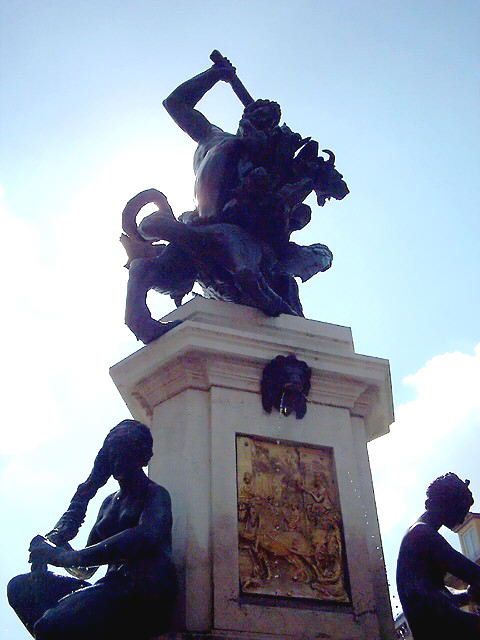
Фонтан «Геркуес», Аугсбург
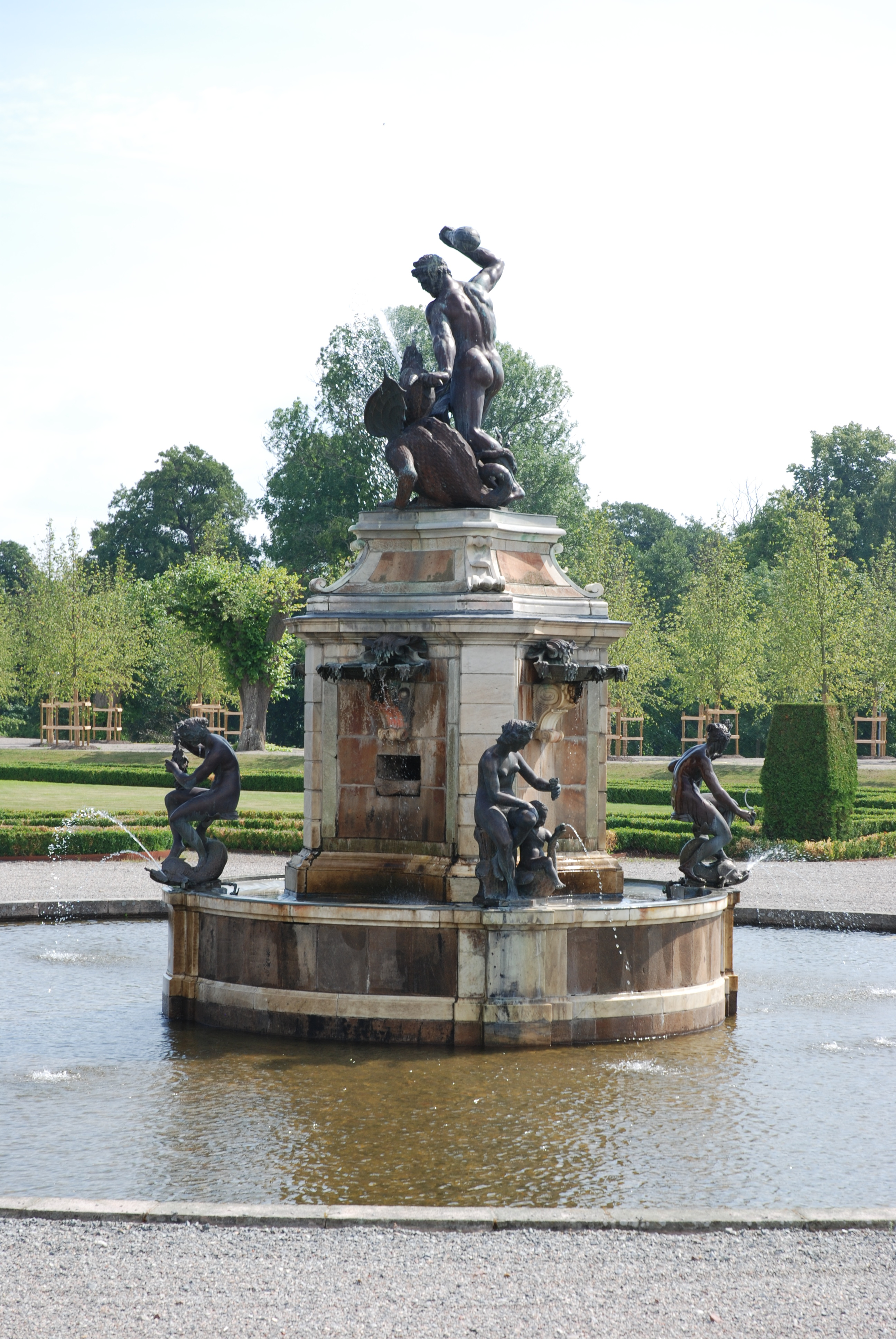
Фонтан «Геркулес», замок Дроттінхольм, Стокгольм
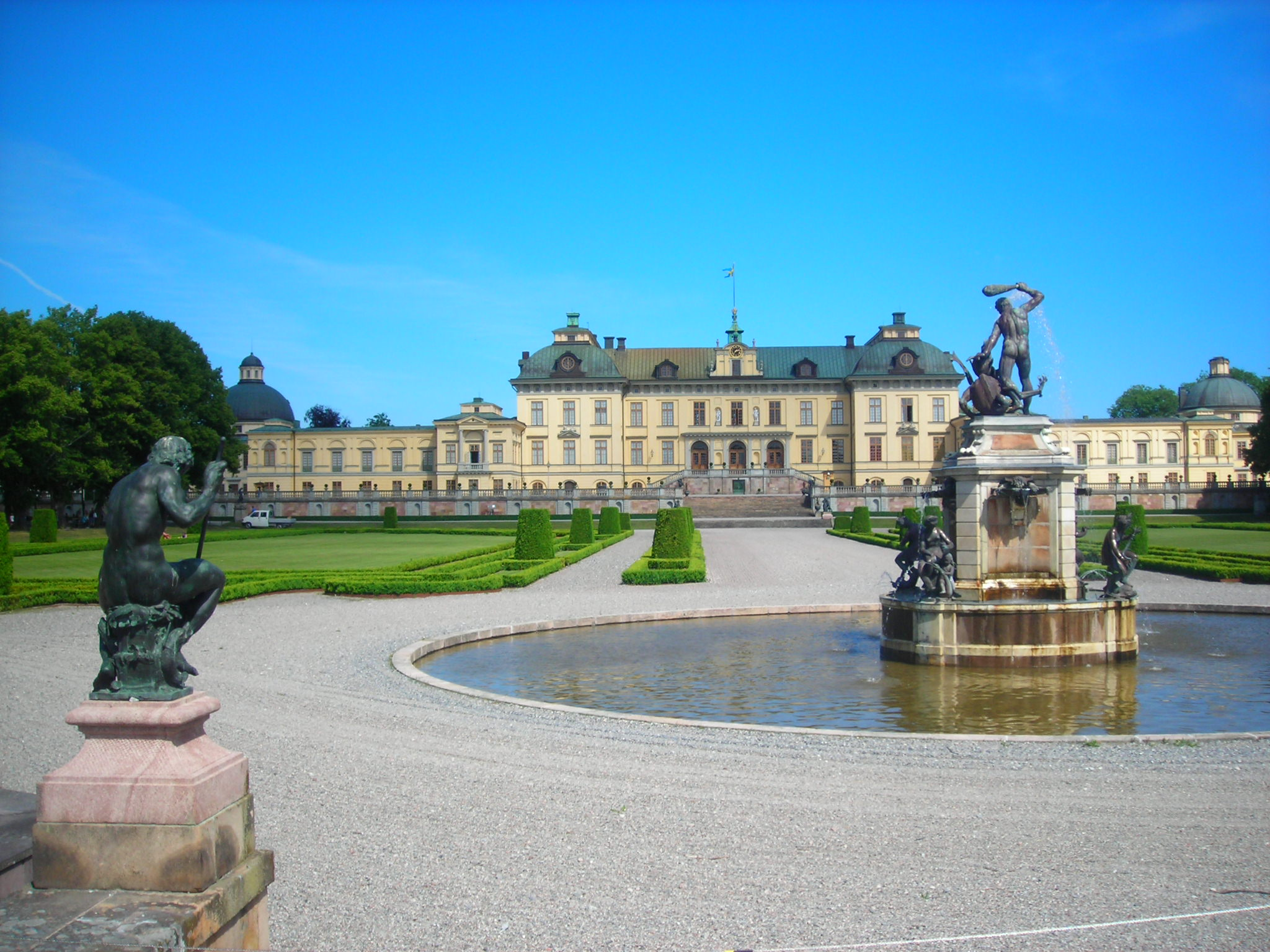
Сад бароко і замок Дроттінхольм, Стокгольм
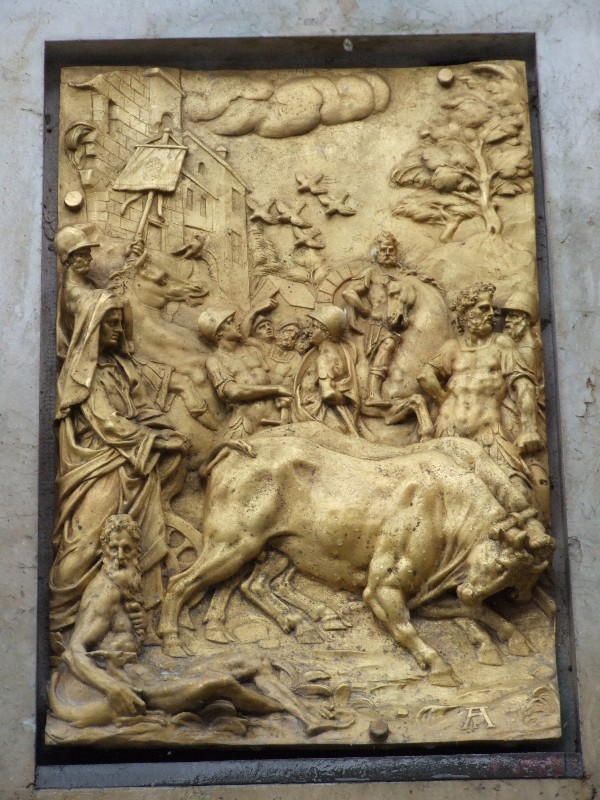
Рельєф на постаменті фонтана «Геркуес», Аугсбург
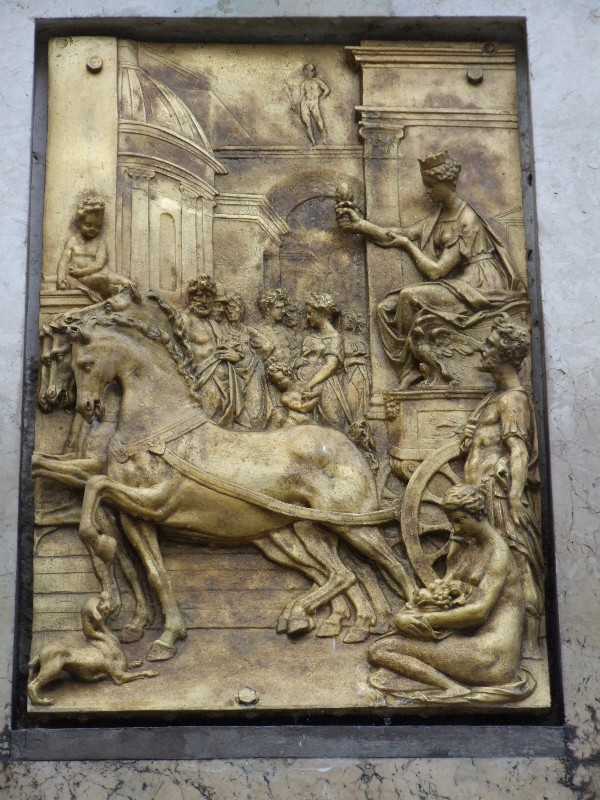
Другий рельєф на постаменті фонтана «Геркуес», Аугсбург
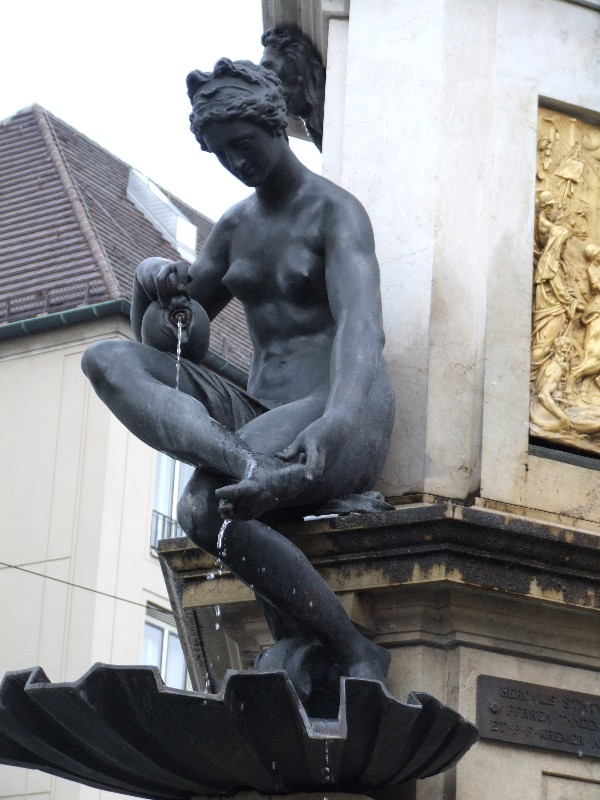
Фігура Наяди, Фонтан «Геркуес», Аугсбург
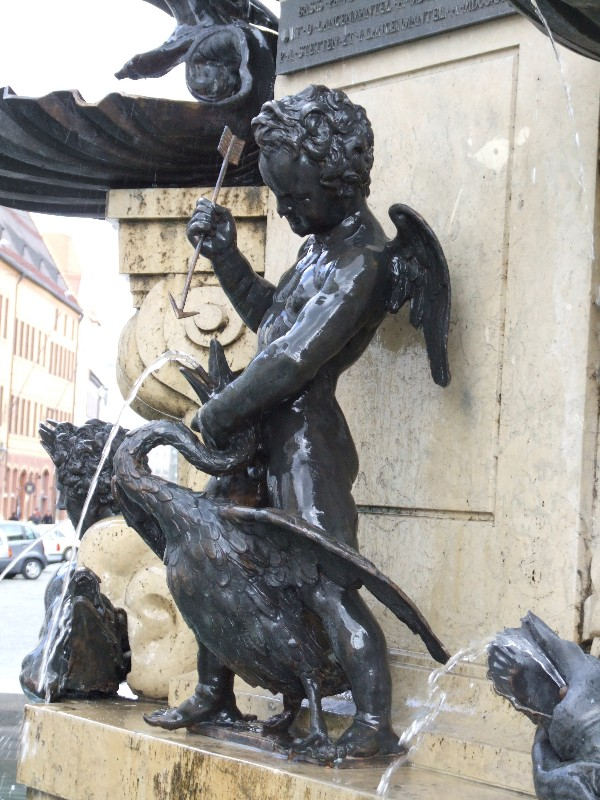
Амур з гускою, Фонтан «Геркуес», Аугсбург
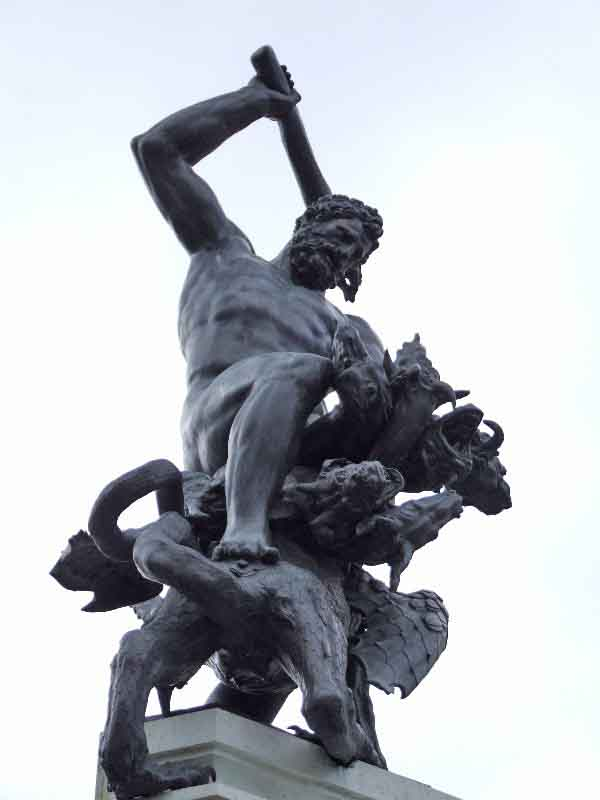
Фонтан «Геркуес», Аугсбург, головна фігура.

## Музей де Вріса

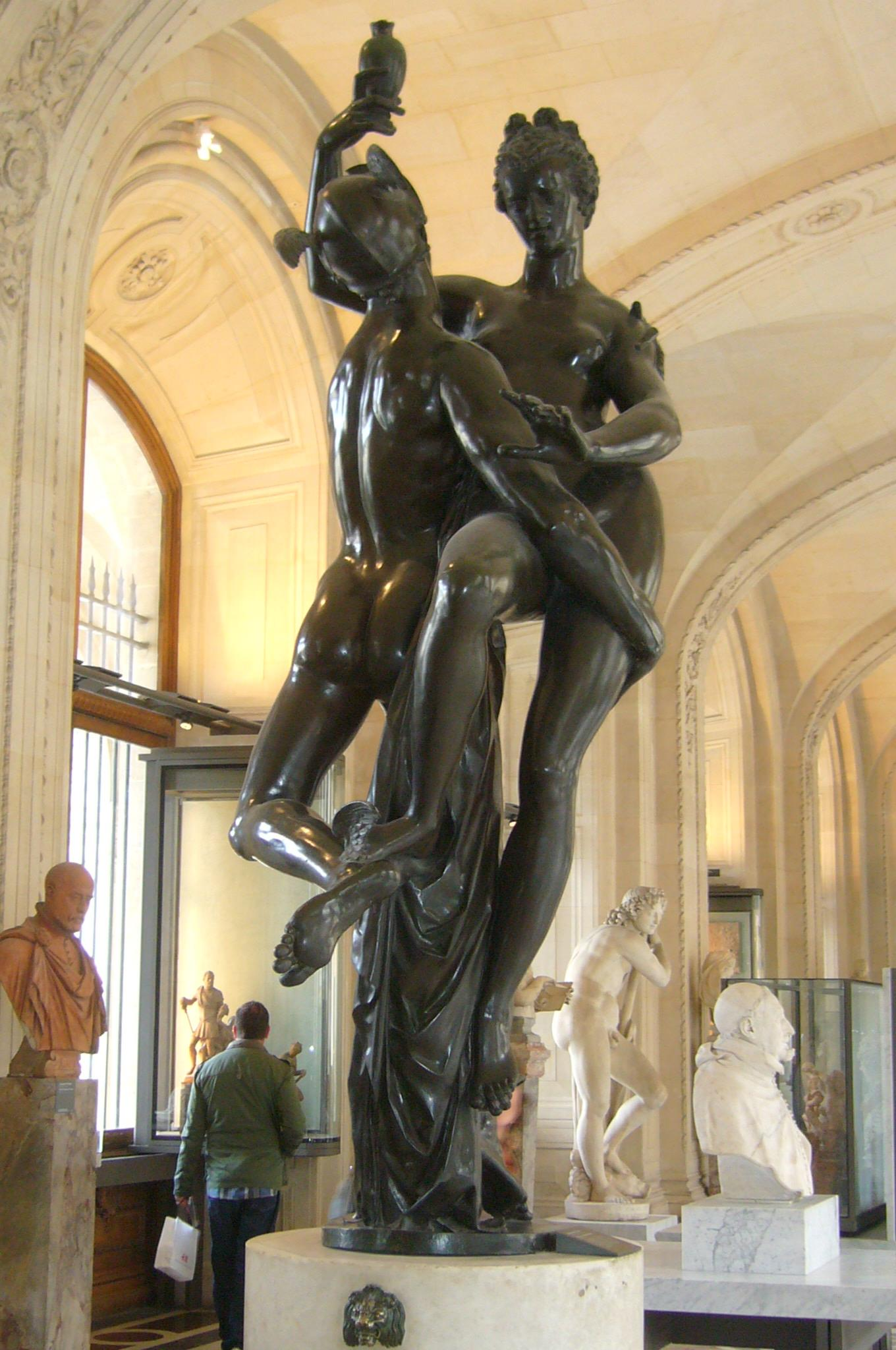
«Меркурій та Психея», 1593, Лувр, Париж.

В Швеції 2001 року відкрили музей де Вріса. Музей зберігає чотирнадцять великих садово-паркових скульптур майстра з бронзи, створених свого часу в Празі.

## Вибрані твори
- «Меркурій та Психея», 1593, Лувр, Париж.
- Фонтан «Геркулес», Аугсбург
- Фонтан «Меркурий», Аугсбург
- Портрет Рудольфа ІІ, рельєф, Музей Вікторії й Альберта, Лондон.
- Погруддя імператора Рудольфа II, 1603. Музей історії мистецтв, Відень.
- «Тритон», Державний музей (Амстердам)
- серія садово-паркових скульптур для саду бароко Валдштейнського палацу